# 簇锦站
簇锦站位于成都市武侯区成双大道和聚龙路口，为成都地铁10号线的地下车站，于2017年9月6日启用，因位于簇锦街道而得名。本站在建设期间的工程名为“聚龙路站”，在10号线可行性研究阶段时并无本站，后在《成都市轨道交通10号线一期工程补充环境影响评价第二次公示》时新增。

## 车站结构
本站是一个地下车站，为使相邻的太平园站能实现3号线与10号线的便捷换乘，列车靠左行驶。

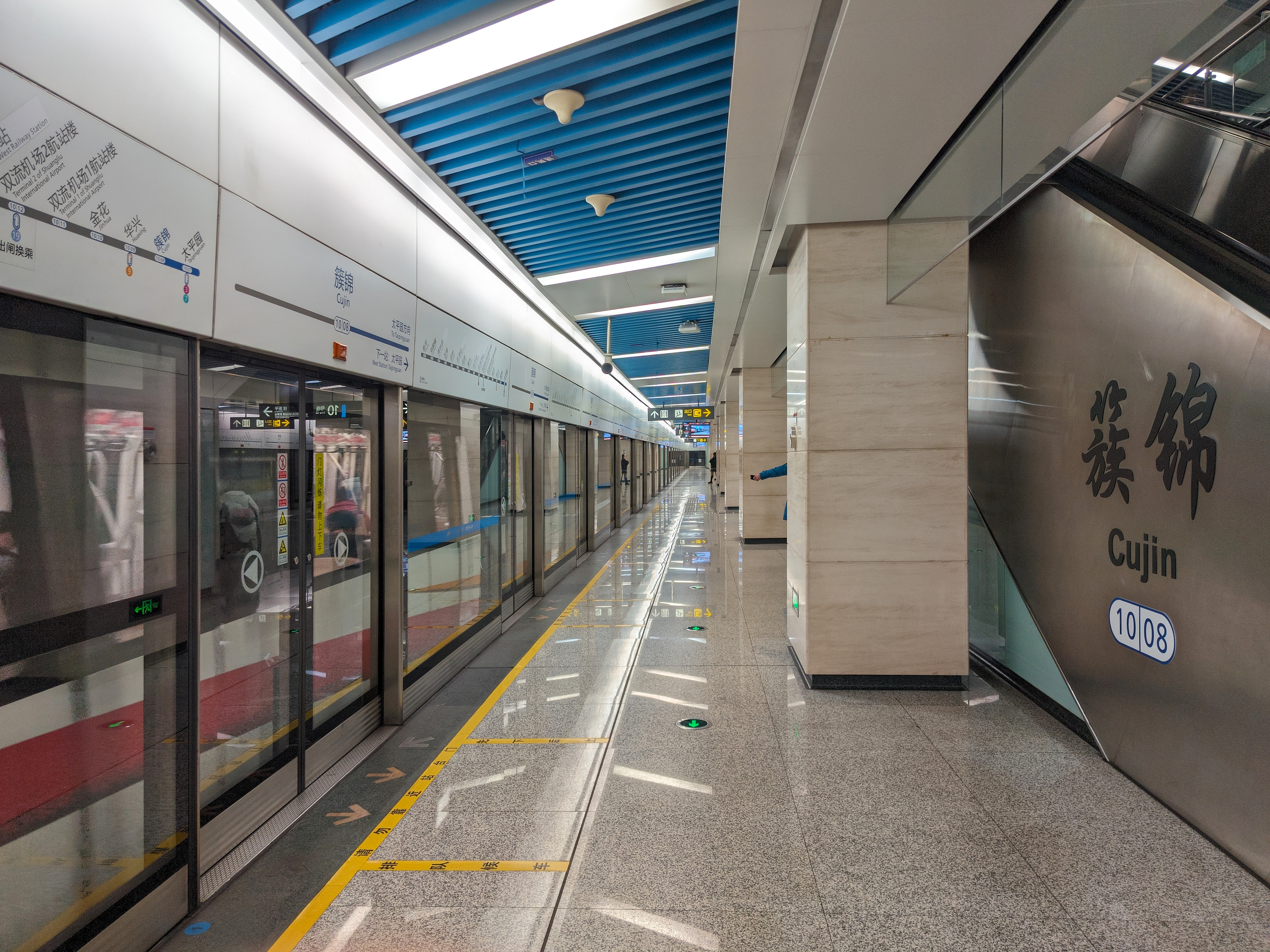
站台

| 地面              | ·    | 出口A–D                                                                                             |
| 地下一层          | 站厅 | 自助购票 客服中心                                                                                   |
| 地下二层          | 站台 | \| \| \| 10号线往太平园（终点站） \| \| 島式 · 開右邊车门 \| \| \| \| \| \| 10号线往新平（华兴） \| |
|                   |      | 10号线往太平园（终点站）                                                                            |
| 島式 · 開右邊车门 |      | |
|                   |      | 10号线往新平（华兴）                                                                                |

- 站台

## 内装与公共艺术
簇桥(簇锦桥)是古时成都西通康藏，南接滇缅的重镇，也是南方丝绸之路的第一个驿站。从万里桥、红牌楼、簇桥至金花桥，属南方丝绸之路的起点段。为成都地铁10号线重要文化站点。本站内装风格以此为基础打造。

## 出入口
本站目前开放4个出入口。
|          |              |                      |      |
| 编号     | 设施         | 指示                 | 照片 |
|          | 无障碍电梯   | 成双大道北段、聚龙路 |      |
| 出口 · B | 无障碍卫生间 | 成双大道北段、聚龙路 |      |
| 出口 · C |              | 成双大道北段         |      |
| 出口 · D |              | 成双大道北段         |      |

## 公交换乘
411路 起讫点：金履二路西站——地铁簇锦站。

## 历史
- 2014年9月25日，开始主体结构施工[6]；
- 2017年5月26日，本站实现从建设方到运营方的顺利移交[7]；
- 2017年9月6日，正式启用[1]。